# (5259) Épigée
Pour les articles homonymes, voir Épigée (homonymie).
(5259) Épigée, désignation internationale (5259) Epeigeus, est un astéroïde troyen jovien.

## Description
(5259) Épigée est un astéroïde troyen jovien, camp grec, c'est-à-dire situé au point de Lagrange L4 du système Soleil-Jupiter. Il présente une orbite caractérisée par un demi-grand axe de 5,200 UA, une excentricité de 0,073 et une inclinaison de 15,9° par rapport à l'écliptique.
Il est nommé en référence au personnage de la mythologie grecque Épigée, acteur du conflit légendaire de la guerre de Troie.

## Compléments